# Bóly
Bóly  è una città dell'Ungheria situato nella contea di Baranya, nella regione del Transdanubio Meridionale di 3.970 abitanti (dati 2009)

## Società

### Evoluzione demografica
Secondo i dati del censimento 2001 l'88,0% degli abitanti è di etnia ungherese

## Amministrazione

### Gemellaggi
Bóly è gemellata con:
- Semriach
- Heroldsberg
- Cernat
- Neded